# Ipomoea pellita
Ipomoea pellita är en vindeväxtart som beskrevs av Hallier f. Ipomoea pellita ingår i släktet praktvindor, och familjen vindeväxter. Inga underarter finns listade i Catalogue of Life.